# Предполагаемый портрет Пушкина в 1831 году
Предполагаемый портрет Пушкина — акварельный рисунок (20,3×17 см, овал, датирован 13 июня 1831) с изображением мужчины, предположительно А. С. Пушкина. Портрет приобретён в 1939 году музеем Пушкинского Дома. Происходит из коллекции академика К. С. Веселовского. Достоверных сведений о создании и бытовании рисунка до 1939 года нет. Часть исследователей подвергает сомнению дату, указанную на портрете. Существует также версия, что на акварели изображён не Пушкин.

## История
Когда Пушкин, только что возвратившийся из деревни, где жил в изгнании и откуда вызвал его государь, вошёл в партер, мгновенно пронёсся по всему театру говор, повторивший его имя: все взоры, всё внимание обратилось на него.

У разъезда толпились около него и издали указывали его по бывшей на нём светлой пуховой шляпе. Он стоял тогда на высшей степени своей популярности.
О новом прижизненном портрете Пушкина стало известно в 1939 году. По воспоминаниям пушкиниста К. П. Богаевской, М. А. Цявловский, возвратившись из Ленинграда в январе этого года с празднования 125-летней годовщины Публичной библиотеки, рассказал своим сотрудникам о «новом прижизненном портрете Пушкина» — по его словам, он был «прелестен». Рисунок не подписан автором; у его края справа указана дата «13 Іюня 1831». Сомнения, однако, вызывало то, что поэт изображён в пуховой шляпе: «никто не помнит, чтобы он её носил». Так, искусствовед Б. В. Шапошников (в то время заведующий музеем Института литературы АН) с уверенностью утверждал, что у поэта никогда не было подобного головного убора. Несколько позднее Шапошников опубликовал сообщение о находке и некоторые результаты изучения портрета.
Во время беседы с Цявловским Богаевская вспомнила, что Пушкин носил пуховую шляпу после возвращения из Михайловского в 1826 году. Она нашла соответствующее место в «Записной книжке» Н. В. Путяты и показала его Т. Г. Цявловской и М. Д. Беляеву.
Впервые портрет был воспроизведён в 1948 году в полном собрании сочинений Пушкина в шестнадцати томах (т. III, кн. 1, фронтиспис). Опубликован также в альбоме «А. С. Пушкин и его время в изобразительном искусстве первой половины 19 века» (Табл. 177).

## Атрибуции

### Шапошников

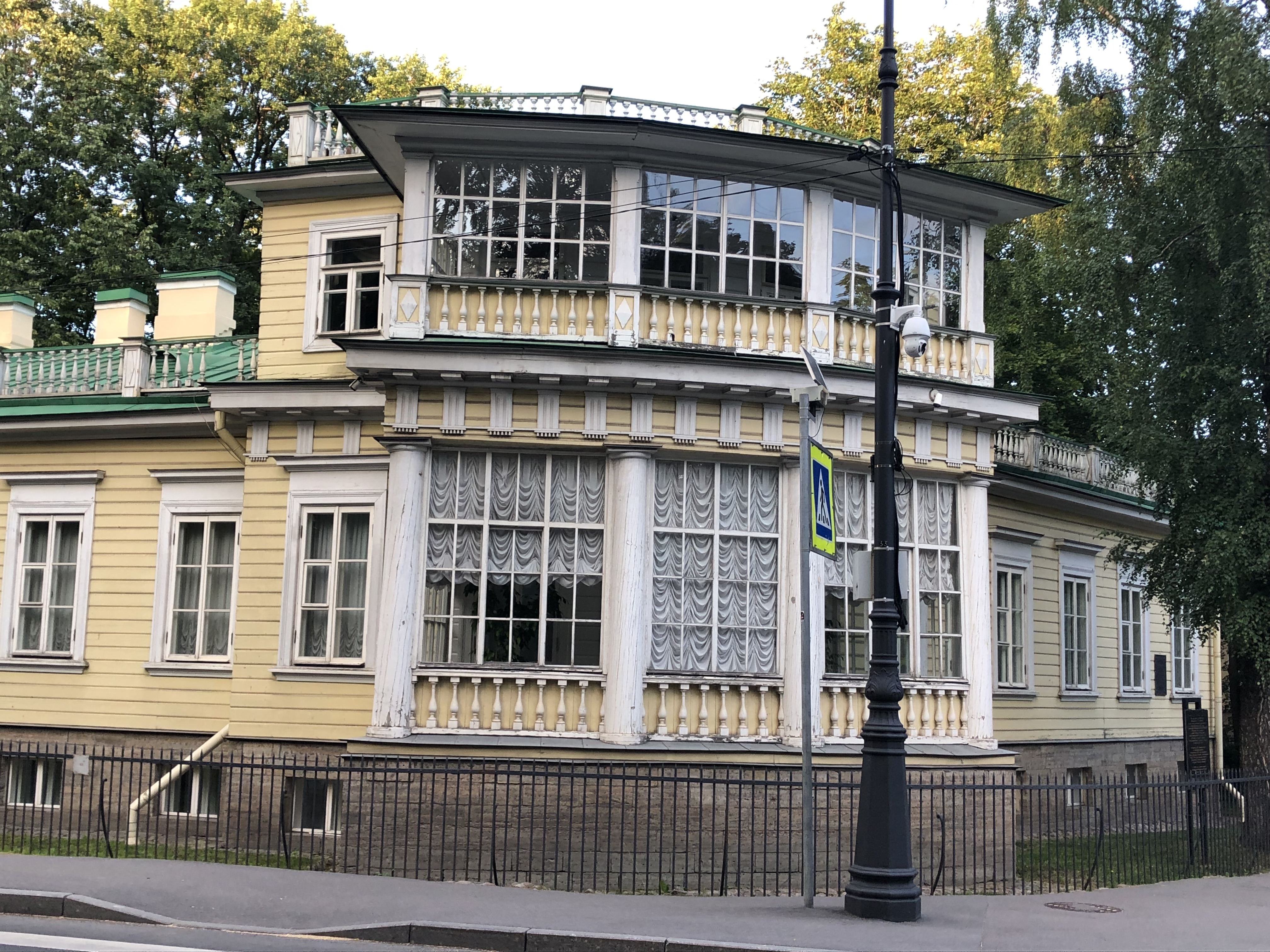
Дача Анны Китаевой в Царском Селе, которую снимали Пушкины летом и осенью 1831 года

В 1939 году стало известно, что портрет (чей последний владелец приобрёл его случайно в антикварном магазине) в своё время находился в собрании рисунков академика К. С. Веселовского. Наследники коллекционера считали, что на акварели изображён сам академик: в молодости он носил бакенбарды (несколько отличавшиеся от пушкинских по форме). Но в 1831 году Веселовскому было всего 12 лет, следовательно, как отмечал Шапошников, на рисунке не он. Появление портрета Пушкина в собрании Веселовского, относившегося с благоговением к поэту и всему, что связано с ним, вполне объяснимо. Установить, как портрет попал в коллекцию академика, искусствоведу не удалось.
Изучая портрет, Шапошников пришёл к выводу, что одежда мужчины (мягкая шляпа, шотландский галстук) не противоречит предположению, что на акварели изображён Пушкин. Дата, указанная на рисунке, также свидетельствует в пользу этого: в июне поэт с женой жил в Царском Селе «и широко общался с местным обществом, среди которого было немало художников-любителей».
По мнению Шапошникова, акварель выполнена с натуры, а её автор — опытный художник-любитель или преподаватель рисования. Сам портрет по стилю напоминает те, которые рисовались для распространённых в то время в светском обществе альбомов. Впрочем, это не означает, что рисунок обязательно должен был быть вшит в альбом. Чёрный контур вокруг портрета также характерен для альбомных рисунков.
Завершая заметку в «Литературной газете», которая была опубликована ещё в процессе изучения акварели, Шапошников отметил:

Ведь и о портрете Пушкина работы Линёва мы не знаем ничего вполне достоверного. Если же удастся признать с достаточным основанием, что это портрет Пушкина, иконография его пополнится новым прижизненным изображением, главный интерес которого состоит в том, что оно даёт интимный и свободный от традиции, установленной портретами Кипренского и Тропинина, облик великого поэта.

### Павлова
В конце 1980-х годов искусствоведом Е. В. Павловой датировка рисунка была признана фальшивой, а сам портрет — апокрифическим как изображение человека, не похожего на Пушкина. Павлова отмечала, что костюм модели и манера выполнения рисунка указывают на то, что акварель была создана в 1860-е годы. Мнение Павловой разделила искусствовед и пушкинист, научный сотрудник Третьяковской галереи Л. И. Певзнер.

### Ромм
М. Д. Ромм находит, что этот малоизвестный портрет, которым почти не интересуются искусствоведы, воспроизводит черты лица, свойственные Пушкину и знакомые по портретам работы В. А. Тропинина и О. А. Кипренского, написанным с натуры. Несовпадение формы носа он объясняет изменением ракурса и другим освещением: подобное явление он отмечает в графических портретах поэта, выполненных Н. И. Уткиным и Г. А. Гиппиусом. Редингот (распространённая в те годы верхняя одежда), изображённый на акварели, по мнению Ромма, имеет такой же воротник, а шейный платок завязан так же, как на рисунке П. И. Челищева «А. С. Пушкин на Невском проспекте» (1830). По стилю исполнения Ромм также относит акварель (портрет, «опережающий своё время»), отличающуюся от акварельного портрета пушкинской эпохи, к 1860—1880-м годам. Он высказал предположение, что её написал Г. Г. Чернецов, автор картины «Парад 6 октября 1831 года в Петербурге». В творческом наследии этого художника акварельных портретов немного: «Все они выполнены в манере, присущей русским акварелям уже шестидесятых годов. Их тональность, манера наложения красок, тени — всё близко к портрету А. С. Пушкина». Моделировка лица на портрете, как считает Ромм, схожа с передачей объёма лица на рисунке Чернецова «Пишущий мальчик» (1838, Отдел рисунка Русского музея, инв. номер 44610), тени на шляпе — с тенями головных уборов на акварелях «Пётр I» и «Картуз императора, хранящийся в Царицынском общественном собрании» (Русский музей, р-6862, р-42947).
Пушкин был близко знаком с Чернецовым: он обращался к художнику на «ты». Профиль Чернецова есть в черновиках Пушкина, датируемых концом 1829 года.
Среди изображений Пушкина, выполненных Чернецовым, известны: карандашный эскиз к групповому портрету «И. А. Крылов, А. С. Пушкин, В. А. Жуковский и Н. И. Гнедич на балюстраде в Летнем саду» и сам групповой портрет, фигура поэта на картине «Парад 6 октября…». После смерти Пушкина по заказу Жуковского вместе с братом Никанором Григорий Чернецов написал картину «Пушкин в Бахчисарайском дворце».
Художник часто делал на обороте своих произведений надписи кистью, указывая место и время работы над ними, поэтому имеется достаточное количество примеров его почерка для сравнения с надписью на предполагаемом портрете Пушкина. По версии Ромма, дата на портрете поставлена рукой Чернецова.

## В филателии
В 2000 году портрет был воспроизведён на эфиопской почтовой марке, входящей в серию, посвящённую двухсотлетию А. С. Пушкина.

## Комментарии
1. ↑  В Западной Европе светлая мягкая широкополая шляпа ассоциировалась с карбонариями. Шляпа подобной формы появилась в России в конце 1820-х — начале 1830-х годов и стала символом свободолюбивых убеждений[4]. Известна история с белой пуховой шляпой, присланной Н. А. Полевым декабристу А. А. Бестужеву, переведённому на Кавказ. Власти узнали об этом из доноса, на квартире Бестужева был проведён обыск и обнаружена шляпа. Живший вместе с Бестужевым и С. М. Палицыным доктор Майер, понимая, что его соседям по квартире грозит ссылка в Сибирь, признал шляпу своей и провёл за это полгода под арестом[5].
2. ↑  Впервые воспоминания Н. В. Путяты о Пушкине опубликованы в «Русском архиве» П. И. Бартеневым (Русский архив, 1899, № 6, с. 350)[6].
3. ↑  О своём культе Пушкина Веселовский, выпускник Лицея, рассказывал в «Воспоминаниях о царскосельском лицее» (Русская старина, 1900, X).
4. ↑  Портрет, приписываемый И. Л. Линёву, известен с 1877 года, когда поступил в музей при Александровском лицее от артиста Л. Л. Леонидова[10].
5. ↑  Все известные акварельные портреты Чернецова выполнены в середине 1830-х годов[12].